# Colom imperial caranegre
El colom imperial caranegre (Ducula myristicivora) és una espècie d'ocell de la família dels colúmbids (Columbidae) que habita els boscos d'algunes illes properes a l'oest de Nova Guinea.

## Descripció
El colom imperial caranegre és un colom gros i robust que es troba a les illes davant la costa de Halmahera i l'extrem occidental de Papua. Té el cap gris, esquena i ales de color verd maragda, cua blava i ventre rovellat. L'ull és vermell i té una gran projecció en forma de protuberància a la part superior frontal del bec. Es troba en una varietat d'hàbitats forestals, i alguns es mouen entre illes, de vegades desviant-se cap al continent.
És semblant al colom imperial d'ulleres (D. perspicillata) i fins i tot pot coexistir amb altres coloms, però es diferencia per l'anell ocular blanc i la manca de la protuberància al bec.

## Hàbitat
Els hàbitats naturals són els boscos humits de terres baixes subtropicals o tropicals i els boscos de manglars subtropicals o tropicals. Menja fruits carnosos i és un important dispersor de llavors per a ells.

## Taxonomia
El colom imperial caranegre va ser descrit formalment el 1786 pel naturalista austríac Giovanni Antonio Scopoli i se li va donar el nom binomial Columba myristicivora. L'epítet específic myristicivora combina el nom del gènere botànic Myristica que conté la nou moscada (del grec antic «muristikos» que significa “fragant”), amb el llatí «-vorus» que significa “menjar”. La localitat tipus és Nova Guinea. Aquesta espècie ara es troba al gènere Ducula que va ser introduït pel naturalista anglès Brian Houghton Hodgson el 1836.
El colom imperial de Geelvink (D. geelvinkiana) de les illes Schouten (o Geelvink) abans es considerava coespecífic, però el 2021, el COI va reconèixer-lo com una espècie diferent.